# Colón (La Libertad)
Colón is een stad en gemeente in het Salvadoraanse departement La Libertad. Er zijn 136.000 inwoners.